# Ferdinand I của Bulgaria
Ferdinand I của Bulgaria (Tiếng Bulgaria: Фердинанд I; 26/02/1861 - 10/09/1948),, tên khai sinh là Ferdinand Maximilian Karl Leopold Maria von Sachsen-Coburg und Gotha, là vị Vương công thứ hai của Thân vương quốc Bulgaria từ năm 1887 đến 1908, và sau đó là Sa hoàng đầu tiên của Vương quốc Bulgaria thuộc Vương tộc Sachsen-Coburg và Gotha-Koháry từ năm 1908 cho đến khi ông thoái vị vào năm 1918. Dưới sự trị vì của ông, Bulgaria tuyên bố độc lập khỏi Đế quốc Ottoman, tham gia vào Chiến tranh Balkan và dành được nhiều lãnh thổ mới. Cuối triều đại của mình, Ferdinand đã đưa Bulgaria tham gia Thế chiến thứ nhất theo phe của các cường quốc thuộc Liên minh Trung tâm và cuối cùng ông phải tuyên bố thoái vị và sống lưu vong ở Đức sau khi Bulgaria thất bại trong một loạt các trận chiến. Con trai cả của ông là Vương thái tử Boris đã lên kế vị ngai vàng. Ferdinand đã sống rất thọ, đủ lâu để chứng kiến cái chết bất ngờ của con trai Boris III và sự sụp đổ của vương triều Sachsen-Coburg và Gotha-Koháry ở Bulgaria, con trai thứ 2 của ông là Thân vương xứ Preslav bị chính quyền Cộng sản Bulgaria xử tử, cháu trai là Simeon II và vương thất phải sống lưu vong ở Ai Cập.
Ông là một vị quân vương có xu hướng song tính luyến ái nhưng từng 3 lần kết hôn với 2 phụ nữ vương thất và 1 phụ nữ thường dân và có tất cả 4 người con chính thức và một số người con ngoài giá thú với các cuộc tình vụng trộm. Ông cũng nổi tiếng là người thích mạo hiểm, vào ngày 15 tháng 7 năm 1910 trong chuyến thăm Vương quốc Bỉ, Ferdinand cũng trở thành nguyên thủ quốc gia đầu tiên di chuyển bằng máy bay.

## Bối cảnh gia đình
Ferdinand sinh ngày 26 tháng 2 năm 1861 tại Viên, Đế quốc Áo, là một thân vương tử người Đức của Vương tộc Sachsen-Coburg và Gotha-Koháry. Ông là con trai của Thân vương August xứ Sachsen-Coburg và Gotha và vợ ông là Vương nữ Clémentine của Pháp, con gái của Vua Louis-Philippe I của Pháp.
Thân vương nữ Maria Antonia Koháry là một Quý tộc Hungary và là người thừa kế khối tài sản to lớn của Nhà Koháry đã kết hôn với ông nội của Ferdinand là Thân vương xứ Sachsen-Coburg và Gotha. Ferdinand lớn lên theo đức tin Công giáo của cha mẹ mình và được rửa tội tại Nhà thờ St. Stephen, Viên vào ngày 27/02, giống như cha mẹ đỡ đầu Đại vương công Maximilian của Áo và vợ là Vương nữ Charlotte của Bỉ.
Ferdinand lớn lên trong môi trường quý tộc cao cấp ở Áo và Hungary. Nhà Kohary xuất thân từ một gia đình quý tộc Thượng Hungary vô cùng giàu có. Tài sản của gia đình được tăng thêm nhờ của hồi môn khi cha ông lấy mẹ ông là Công chúa Clémentine của Orléans.
Ferdinand là cháu của Công tước Ernst I xứ Sachsen-Coburg và Gotha và Léopold I của Bỉ, vị vua đầu tiên của Vương quốc Bỉ. Cha của ông August là em trai của Vua Ferdinand II của Bồ Đào Nha (chồng của Nữ vương Maria II của Bồ Đào Nha), và cũng là anh em họ đầu tiên với Victoria của Anh. Ferdinand là người sáng lập ra vương triều Bulgaria.

## Thân vương của Bulgaria

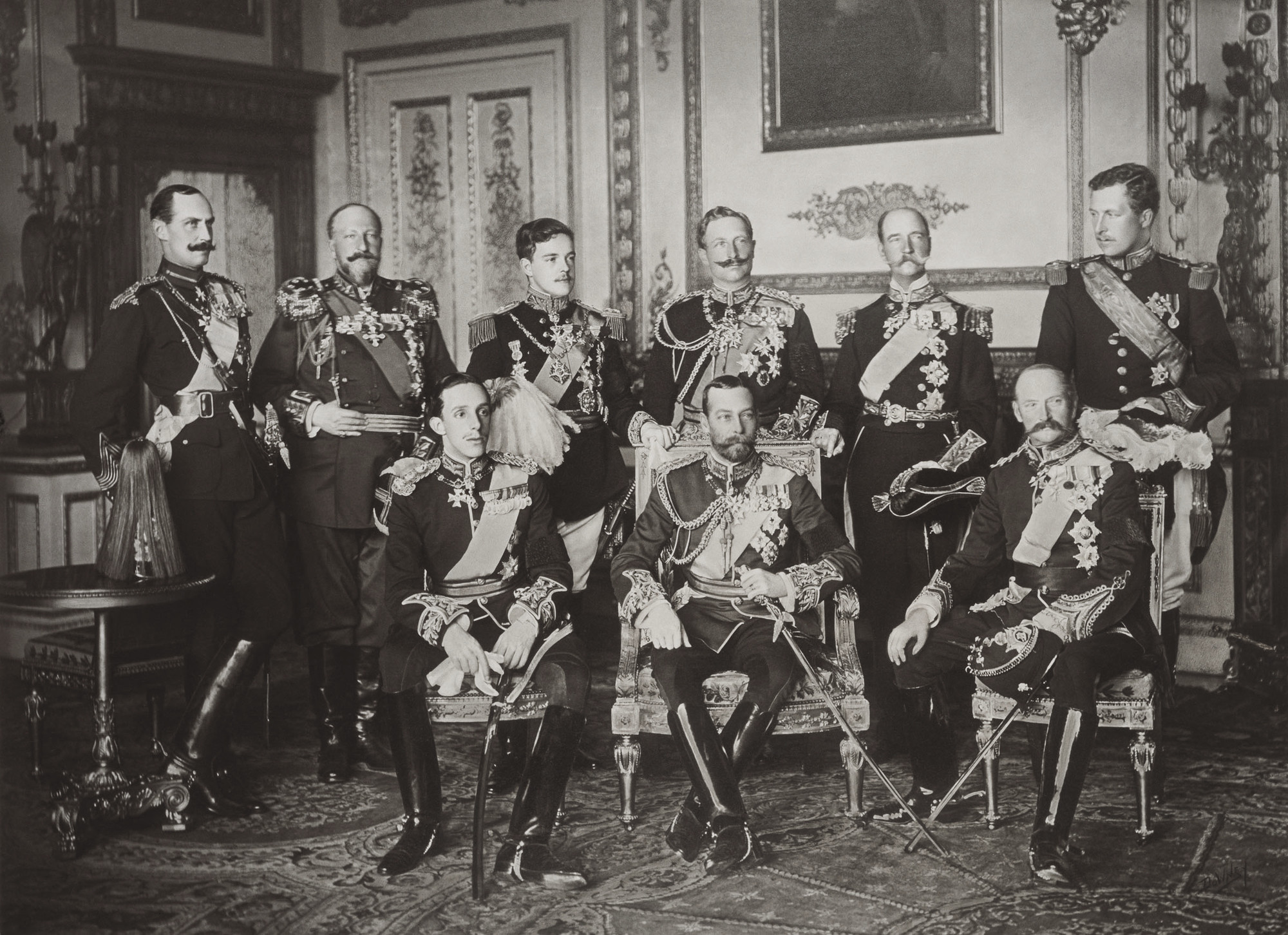
Chín vị vua tại Lâu đài Windsor trong lễ tang của vua Edward VII, ảnh chụp ngày 20/05/1910, đứng từ trái qua phải, gồm: Quốc vương Haakon VII của Na Uy, Sa hoàng Ferdinand I của Bulgaria, Quốc vương Manuel II của Bồ Đào Nha và Algarve, Hoàng đế Wilhelm II của Đức và Phổ, Quốc vương George I của Hy Lạp và Quốc vương Albert I của Bỉ. Ngồi từ trái sang phải, gồm: Quốc vương Alfonso XIII của Tây Ban Nha, Quốc vương George V của Anh và Quốc vương Frederick VIII của Đan Mạch.

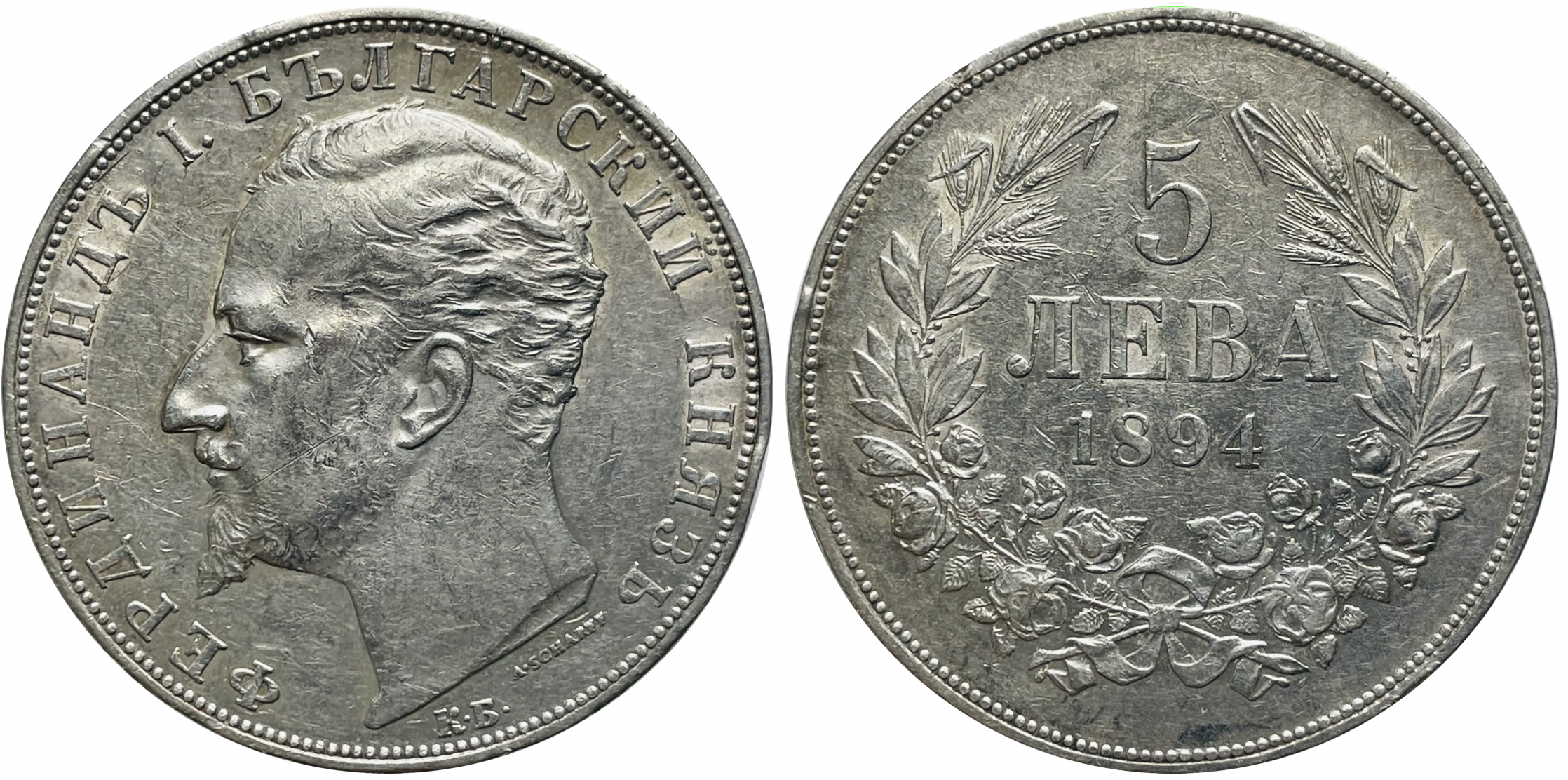
5 leva bạc của Thân vương quốc Bulgaria, mặt trước là chân dung Vương công Ferdinand I, đúc năm 1894

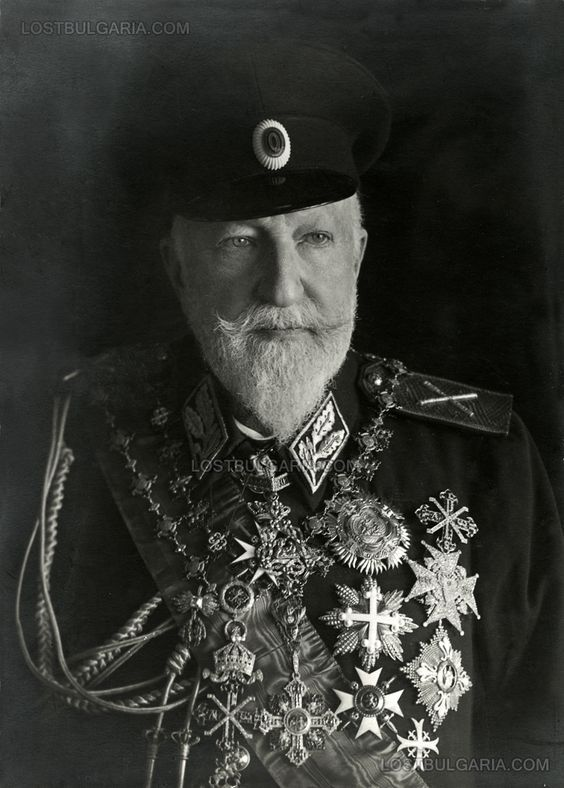
Ferdinand trong đồng phục của Nguyên soái Bungaria năm 1941

Vị vương công cầm quyền đầu tiên của Thân vương quốc Bulgaria là Aleksandr I của Bulgaria thoái vị vào năm 1886 sau một cuộc đảo chính thân Nga, chỉ sau 7 năm ông được đưa lên ngôi vị. Khi đó Ferdinand là một sĩ quan trong quân đội Đế quốc Áo-Hung, được Đại hội nghị quốc gia bầu lên làm Vương công của Bulgaria tự trị vào ngày 07/07/1887 theo lịch Gregory. Trong nỗ lực nhằm ngăn chặn sự chiếm đóng của Nga đối với Thân vương quốc Bulgaria, ngai vàng từng được dự định trao cho các hoàng tử của Vương quốc Đan Mạch, Kavkaz và thậm chí là cho cả Quốc vương Romania. Bản thân Nga hoàng cũng đã đề cử phụ tá của mình là Nichols Dadian xứ Mingrelia, nhưng đã bị người Bulgaria từ chối. Việc Ferdinand được Đại hội đồng Quốc gia Bulgaria trao cho ngai vị vương công bị các Hoàng gia châu Âu hoài nghi; Victoria của Anh, người chị họ của cha ông đã nói với thủ tướng của bà rằng: "Ông ấy hoàn toàn không phù hợp... thanh tú, lập dị và ẻo lả... Nên dừng lại ngay lập tức". Trước sự gièm pha này, Ferdinand đã chứng minh ngược lại, ông đã cai trị Bulgaria rất tốt trong 2 thập kỷ đầu tiên của mình.
Đời sống chính trị của Bulgaria bị chi phối trong những năm đầu của triều đại Ferdinand bởi lãnh đạo Đảng Tự do Stefan Stambolov, người có chính sách đối ngoại làm giảm quan hệ với Đế quốc Nga - quốc gia mà trước đây đã bảo hộ Bulgaria.
Sự hạ bệ của Stambolov (tháng 05/1894) và vụ ám sát sau đó (07/1895) - có thể được lên kế hoạch bởi Ferdinand - mở đường cho một sự hoà giải giữa Bulgaria với Nga vào tháng 02/1896, với việc Ferdinand rửa tội cho con trai của mình - Hoàng tử Boris tại Nhà thờ Chính thống phương Đông thay vì là Công giáo La Mã. Tuy nhiên, động thái này đã khiến những người họ hàng của ông theo Công giáo tại Áo không hài lòng, đặc biệt là chú của ông, Hoàng đế Franz Joseph I của Áo, cũng như bị Giáo hoàng Lêô XIII ra vạ tuyệt thông.

## Sa hoàng Bulgaria
Vào ngày 5 tháng 10 năm 1908, Ferdinand tuyên bố Bulgaria độc lập khỏi Đế quốc Ottoman (mặc dù quốc gia này đã độc lập trên thực tế từ năm 1878). Ông cũng tuyên bố Thân vương quốc Bulgaria trở thành một vương quốc, và lấy danh hiệu là Sa hoàng. Tuy nhiên danh hiệu Sa hoàng dưới thời Đế quốc Bulgaria thứ nhất và thứ hai được hiểu là "hoàng đế", nhưng dưới thời Ferdinand và các hậu duệ của ông được hiểu là "vua". Tuyên ngôn độc lập của Bulgaria được công bố tại Nhà thờ Thánh Forty Martyrs ở Tarnovo. Tuyên bố độc lập của Bulgaria đã được Ottoman và các cường quốc châu Âu khác công nhận. Hiến pháp Tarnovo tiếp tục được giữ lại, nhưng thay từ "vương công" thành "sa hoàng".
Ferdinand được biết đến như là một vị vua cừ khôi với các chiêu thức ăn miếng trả miếng. Trong một chuyến viếng thăm Hoàng đế Đức Wilhelm II vào năm 1909, Ferdinand đang ngả người ra khỏi cửa sổ của Cung điện mới (Potsdam) thì hoàng đế Đức tiến tới từ phía sau và tát Ferdinan một cái. Vị vua Bulgaria tỏ ra khó chịu trước cử chỉ này nhưng Hoàng đế Đức với tính kiêu ngạo từ chối xin lỗi. Ferdinand đã ăn miếng trả miếng hoàng đế Đức bằng cách trao một hợp đồng vũ khí có giá trị mà ông định ký với nhà máy của Krupp ở Essen, Đức cho nhà sản xuất vũ khí Pháp Schneider-Creusot.
Vào ngày 15 tháng 7 năm 1910 trong chuyến thăm Vương quốc Bỉ, Ferdinand cũng trở thành nguyên thủ quốc gia đầu tiên di chuyển bằng máy bay. Ông đã trao huân chương cho phi công của chiếc máy bay khi họ hạ cánh.

### Chiến tranh Balkan
Giống như nhiều nhà cai trị khác trước ông, Ferdinand mong muốn tạo ra một "Byzantium mới", đây là một khao khát được hiểu là muốn tạo ra một cường quốc Balkan, về cơ bản là theo Cơ đốc giáo, vì Bulgaria và người Bulgaria không có văn hóa, dân tộc, lịch sử, cũng không có mối quan hệ ngôn ngữ với Đế chế Byzantine cũ, vốn là bản chất của La Mã và phát triển qua nhiều thế kỷ, tiếng Hy Lạp.
Năm 1912, Ferdinand liên minh cùng các quốc gia Balkan khác trong một cuộc tấn công vào Đế chế Ottoman để giải phóng các vùng lãnh thổ bị chiếm đóng. Ông coi cuộc chiến này là một cuộc thập tự chinh mới khi tuyên bố nó là "một cuộc chiến đấu chính nghĩa, vĩ đại và thiêng liêng của Thập tự giá chống lại Lưỡi liềm." Bulgaria đóng góp nhiều nhất và cũng mất số lượng binh lính lớn nhất. Các cường quốc nhất quyết yêu cầu thành lập một Albania độc lập. Mặc dù các thành viên của Liên minh Balkan đã cùng nhau chiến đấu chống lại kẻ thù chung trong Chiến tranh Balkan lần thứ nhất, nhưng điều đó là không đủ để vượt qua sự kình địch lẫn nhau giữa họ.
Trong buổi ban đầu của Liên đoàn Balkan, Serbia đã bị áp lực bởi Bulgaria để giao phần lớn Vardar Macedonia sau khi họ đã chinh phục nó từ Đế chế Ottoman. Tuy nhiên, Serbia, đáp lại việc nhà nước Albania mới tiếp nhận lãnh thổ ở phía Bắc mà họ mong đợi giành được cho riêng mình, nói rằng họ sẽ tiếp tục chiếm hữu các khu vực mà lực lượng của họ đã chiếm giữ. Ngay sau đó, Bulgaria bắt đầu Chiến tranh Balkan lần thứ hai khi xâm lược các đồng minh gần đây là Serbia và Hy Lạp để chiếm các khu vực tranh chấp, trước khi bị Romania và Đế chế Ottoman tấn công. Mặc dù Bulgaria bị đánh bại, Hiệp ước Bucharest (1913) đã mang lại cho Bulgaria một số lợi ích về lãnh thổ. Khu vực Tây Thrace, cho phép tiếp cận Biển Aegean đã được bảo đảm.

## Thế chiến thứ nhất (1915-1918)

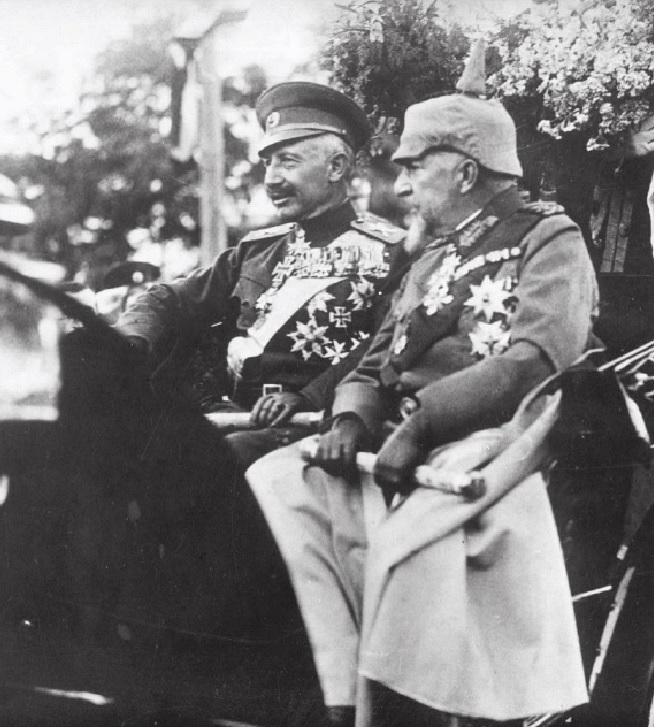
Hoàng đế Wilhelm II và Sa hoàng Ferdinand ở Sofia, 1916

Vào ngày 11 tháng 10 năm 1915, quân đội Bulgaria tấn công Serbia sau khi ký một hiệp ước với Áo-Hung và Đế quốc Đức tuyên bố rằng Bulgaria sẽ giành được lãnh thổ mà họ mong muốn với cái giá phải trả là Serbia. Mặc dù ông không phải là người ngưỡng mộ Hoàng đế Đức Wilhelm II hay Hoàng đế Áo Franz Josef I—người mà ông mô tả là "thằng ngốc, lão già lụ khụ của Franz Joseph".—Ferdinand muốn giành thêm lãnh thổ sau sự sỉ nhục ở Chiến tranh Balkan. Điều này cũng dẫn đến việc thành lập một liên minh với kẻ thù cũ của ông, Đế quốc Ottoman. Việc đặt quan hệ ngoại giao mật thiết giữa Bulgaria với khối Trung tâm khiến ông trên thực tế trở thành người ủng hộ các mục tiêu chiến tranh của Đức và không được khối Đồng minh đón nhận nồng nhiệt. Edmund Gosse đã viết:
"Trong cuộc chiến này, nơi hàng ngũ kẻ thù hiện ra với chúng ta rất nhiều nhân vật ghê gớm, nham hiểm và gây sốc, chỉ có một, và có lẽ chỉ một, điều đó hoàn toàn là nực cười. Nếu chúng ta có lòng muốn giải tỏa cảm xúc căng thẳng của mình bằng tiếng cười, thì đó sẽ là kẻ phản bội Coburg thô bạo, với vệ sĩ sát thủ và chiếc áo giáp giấu kín, đôi bàn tay run rẩy và khuôn mặt sơn vẽ của hắn. Thế giới chưa bao giờ chứng kiến một tên vô lại nào hèn hạ hơn thế, và chúng ta gần như có thể thấy thương hại Kaiser, người mà hoàn cảnh buộc phải chấp nhận một cách bình đẳng một kẻ thống trị độc ác đến vậy".
Trong giai đoạn đầu của Thế chiến thứ nhất, Sa hoàng Bulgaria đã đạt được một số chiến thắng quyết định trước kẻ thù của mình và đưa ra yêu sách đối với các vùng lãnh thổ tranh chấp ở Macedonia sau thất bại của Serbia. Trong hai năm tiếp theo, quân đội Bulgaria chuyển trọng tâm sang đẩy lùi các bước tiến của Đồng minh từ Hy Lạp gần đó. Họ cũng tham gia một phần vào cuộc chinh phục nước láng giềng Vương quốc Romania năm 1916, hiện được cai trị bởi Ferdinand I của Nhà Hohenzollern-Sigmaringen, người cũng là anh em họ đầu tiên của Sa hoàng Ferdinand.
Để cứu chế độ quân chủ Bulgaria sau nhiều thất bại quân sự vào năm 1918, Sa hoàng Ferdinand thoái vị để nhường ngôi cho con trai cả của ông, người trở thành Sa hoàng Boris III vào ngày 3 tháng 10 năm 1918. Dưới sự lãnh đạo mới, Bulgaria đã đầu hàng Entente và kết quả là không chỉ mất thêm lãnh thổ mà họ đã chiến đấu trong cuộc xung đột lớn mà còn mất cả lãnh thổ mà họ đã giành được sau Chiến tranh Balkan để tiếp cận Biển Aegean.

## Cuộc sống cá nhân

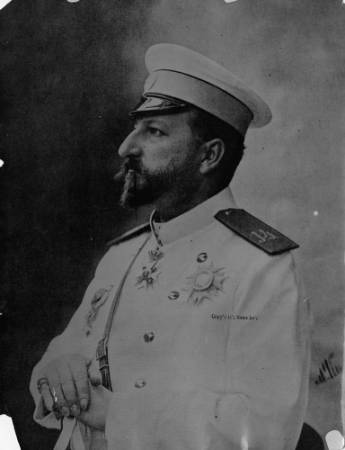
Chân dung thời Thế chiến I của Ferdinand I

Ferdinand kết hôn với Công nữ Marie Louise xứ Bourbon-Parma, con gái của Robert I, Công tước xứ Parma và Vương nữ Maria Pia của Bourbon-Hai Sicilie, vào ngày 20 tháng 4 năm 1893 tại Villa Pianore ở Lucca. Steven Constant mô tả đây là một "cuộc hôn nhân vì lợi ích". Cuộc hôn nhân sinh ra 4 người con:
- Sa hoàng Boris III (1894–1943)
- Kiril, Thân vương xứ Preslav (1895–1945)
- Vương nữ Evdokiya (1898–1985)
- Vương nữ Nadezhda (1899–1958).

Marie Louise qua đời vào ngày 31 tháng 1 năm 1899 sau khi sinh con gái út. Ferdinand không nghĩ đến việc tái hôn cho đến khi mẹ ông, Vương Clémentine, qua đời vào năm 1907. Để thỏa mãn các nghĩa vụ của triều đại và mang lại hình ảnh một người mẹ cho các con mình, Ferdinand kết hôn với Thân vương nữ Eleonore Reuss xứ Köstritz vào ngày 28 tháng 2 năm 1908. Cả tình yêu lãng mạn hay sự hấp dẫn thể xác đều không đóng vai trò gì, và Ferdinand đối xử với bà không hơn gì một thành viên trong nhà và tỏ ra ít quan tâm.
Trong các mối quan hệ riêng tư của mình, Ferdinand là một cá nhân có phần theo chủ nghĩa khoái lạc. Là người Song tính luyến ái trong suốt cuộc đời, cho đến đầu tuổi trung niên, khuynh hướng của ông thiên về phụ nữ nhiều hơn. Ông quan hệ với một số phụ nữ có địa vị thấp kém, sinh ra một số đứa con ngoài giá thú mà sau đó ông hỗ trợ tài chính. Trong cuộc sống sau này của mình, có rất nhiều tin đồn về những cuộc hẹn hò của Ferdinand với các trung úy và người hầu. Những kỳ nghỉ thường xuyên của ông ở Capri, khi đó là điểm đến nghỉ mát nổi tiếng với những người giàu có, là điều phổ biến trong các triều đình hoàng gia trên khắp châu Âu. Năm 1895, một cuộc phỏng vấn của cựu thủ tướng đầy cay đắng Stefan Stambolov với tờ Frankfurter Zeitung đã tạo ra một vụ bê bối kéo dài 9 ngày khắp châu Âu, khi ông tập trung mạnh vào nhân chứng cá nhân của mình về sở thích đồng tính của Ferdinand.

## Thoái vị, lưu vong và qua đời (1918–1948)
Sau khi thoái vị, Ferdinand trở về sống ở Coburg, Đức. Ông đã cố gắng cứu vãn phần lớn tài sản của mình và có thể sống theo một phong cách nào đó. Ông coi việc sống lưu vong chỉ là một trong những mối nguy hiểm của vương quyền. Ông nhận xét, "Các vị vua lưu vong có nhiều triết lý đảo ngược hơn những cá nhân bình thường; nhưng triết lý của chúng tôi chủ yếu là kết quả của truyền thống và sự giáo dục, và đừng quên rằng niềm tự hào là một yếu tố quan trọng trong việc tạo nên một vị vua. Chúng tôi có kỷ luật từ ngày sinh của chúng ta và dạy cách tránh mọi dấu hiệu cảm xúc bên ngoài. Bộ xương luôn ở bên chúng ta trong bữa tiệc. Nó có thể có nghĩa là giết người, có thể có nghĩa là thoái vị, nhưng nó luôn nhắc nhở chúng ta về những điều bất ngờ. Vì vậy, chúng ta đã chuẩn bị và không có gì mang tính chất thảm họa. Điều chính yếu trong cuộc sống là hỗ trợ mọi tình trạng lưu đày về thể xác hoặc tinh thần một cách đàng hoàng. Nếu một người đang buồn bã, người ta không cần mời cả thế giới đến ăn cùng mình". Ông rất hài lòng vì ngai vàng có thể được truyền lại cho con trai của mình. Ferdinand không hài lòng với cuộc sống lưu vong và dành phần lớn thời gian cho nỗ lực nghệ thuật, làm vườn, du lịch và lịch sử tự nhiên. Chính phủ Bulgaria đã cho phép cựu hoàng Ferdinand I, người sống lưu vong từ năm 1918, trở lại kinh đô Sofia. Vương quốc Nam Tư ngay lập tức gửi tối hậu thư phản đối động thái này.
Tuy nhiên, ông sẽ sống để chứng kiến sự sụp đổ của tất cả những gì ông từng coi là quý giá trong cuộc đời. Con trai cả và người kế vị của ông, Boris III, qua đời một cách bí ẩn sau khi trở về sau chuyến thăm Hitler ở Đức vào năm 1943. Con trai của Boris là Simeon II, kế vị cha của mình nhưng bị phế truất vào năm 1946, chấm dứt chế độ quân chủ Bulgaria. Vương quốc Bulgaria được thừa kế bởi Cộng hòa Nhân dân Bulgaria, theo đó con trai khác của Ferdinand là Kiril, Thân vương xứ Preslav, bị xử tử. Khi nghe tin Kyril qua đời, cựu hoàng đã nói: "Mọi thứ xung quanh tôi đang sụp đổ".
Năm 1947, Ferdinand (khi đó 86 tuổi) bí mật kết hôn với trợ lý 26 tuổi là Alžbeta Brezáková ở Bamberg, Đức, trước sự không hài lòng của các thành viên trong gia đình ông. Sau khi anh qua đời, cô trở về quê hương Tiệp Khắc, nơi cô tái hôn và có một cô con gái. Lo sợ chế độ cộng sản có thể làm gì với mình, cô chỉ nói với con gái về cuộc hôn nhân của mình với Ferdinand hai năm trước khi bà qua đời. Bà đã sống sót sau chồng mình 67 năm và qua đời ở Bratislava, Slovakia vào năm 2015.
Ferdinand qua đời tại Bürglass-Schlösschen vào ngày 10 tháng 9 năm 1948 tại Coburg, Đức, cái nôi của triều đại Sachsen-Coburg-Gotha. Ông là cháu cuối cùng còn sống của Louis-Philippe I của Pháp. Mong muốn cuối cùng của ông là được chôn cất ở Bulgaria. Tuy nhiên, chính quyền Cộng sản ở Bulgaria không cho phép nên ông được chôn cất trong hầm mộ của gia đình ở St. Augustin, Coburg.

## Vinh dự

### Bulgaria
- Thập tự lớn của St. Alexander, hạng kim cương, 27 tháng 5 năm 1883[25]
- Người sáng lập và Grand Master của Huân chương Công trạng,  1891[25]
- Người sáng lập và Grand Master của Huân chương Quân công, 19 tháng 5 năm 1900[25]
- Người sáng lập và Grand Master của Huân chương Saints Cyril và Methodius, 18 tháng 5 năm 1909[26]

### Nước ngoài

Huy hiệu của Ferdinand I với tư cách là hiệp sĩ của chi nhánh Áo của Huân chương Lông cừu vàng

- Vương thất Albania:[cần dẫn nguồn]
  - Hiệp sĩ Order of Albania, with Collar
  - Thập tự lớn Huân chương Fidelity, hạng đặc biệt
- Hoàng thất Áo-Hung:
  - Thập tự lớn của Royal Hungarian Order of St. Stephen, with Collar, 1899; in Diamonds, 1917[27]
  - Hiệp sĩ Lông cừu vàng, với vòng cổ, 1911[27]
  - Huân chương Quân công hạng 3, 1915
  - Thập tự lớn của Huân chương Quân sự Maria Theresa, với vòng cổ, 1917[27]
- Vương thất Bayern:
  - Hiệp sĩ Thánh Hubert, 1896[28]
  - Thập tự lớn của Huân chương Quân sự Max Joseph
- Bỉ: Grand Cordon của Huân chương Leopold[cần dẫn nguồn]
- Hoàng thất Brasil: Thập tự lớn của Huân chương Hoa hồng, với vòng cổ[cần dẫn nguồn]
- Đan Mạch: Hiệp sĩ Huân chương Voi, với vòng cổ, 20 tháng 5 năm 1910[29]
- Sachsen-Coburg và Gotha, Công quốc Sachsen-Weimar-Eisenach, Sachsen-Altenburg, Sachsen-Meiningen, Công thất Ernestin:
  - Thập tự lớn của Huân chương Nhà Sachsen-Ernestin, 1879[30]
  - Hiệp sĩ của Huân chương Thánh Joachim, 1888
- Pháp: Đệ nhất Bắc Đẩu Bội tinh, 1905[cần dẫn nguồn]
  -  Vương thất Pháp:
    - Hiệp sĩ của St. Michael[cần dẫn nguồn]
    - Thập tự lớn của St. Lazarus, với vòng cổ
- Đại công thất Hessen: Thập tự lớn của Huân chương Ludwig, 28 tháng 11 năm 1893[31]
- Vương thất Ý:
  - Hiệp sĩ Truyền tin, với vòng cổ, 10 tháng 7 năm 1897[32]
  - Thập tự lớn của Thánh Maurice và Lazarus[cần dẫn nguồn]
  - Thập tự lớn của Huân chương Vương miện Ý
  -  Công thất Parma: Thập tự lớn của Huân chương quân sự Thánh George, 1893
  -  Vương thất Bourbon-Hai Sicilie: Hiệp sĩ Thánh Januarius
- Sovereign Military Order of Malta: Thập tự lớn của Justice, Hạng 1[33][34][35]
- Monaco: Thập tự lớn của Thánh Charles, 11 tháng 5 năm 1892[36]
- Vương thất Bồ Đào Nha:[37]
  - Thập tự lớn của Sash of the Two Orders, 17 tháng 7 năm 1886
  - Thập giá lớn của Tháp và Kiếm, 17 tháng 7 năm 1886
- Vương thất Phổ:
  - Thập tự lớn của Đại bàng Đỏ, với vòng cổ, 2 tháng 5 năm 1896[38]
  - Hiệp sĩ Đại bàng Đen, với vòng cổ[cần dẫn nguồn]
  - Thập tự Sắt (1914), hạng 2 và hạng nhất [cần dẫn nguồn]
  - Pour le Mérite (quân sự), với lá sồi, 8 tháng 9 năm 1916[39]
- Vương thất Romania: với vòng cổ Huân chương Carol I[40]
- Hoàng thất Nga:
  - Hiệp sĩ Thánh Andrew, với vòng cổ, 1907[41]
  - Hiệp sĩ Thánh Alexander Nevsky, 10 tháng 2 năm 1910[42]
  - Hiệp sĩ Đại bàng Trắng
  - Hiệp sĩ Thánh Anna, hạng nhất
  - Knight of St. Vladimir, hạng nhất
- Bản mẫu:Country data Vương quốc Tây Ban Nha Vương thất Tây Ban Nha: Grand Commander của Huân chương Calatrava[cần dẫn nguồn]
- Thụy Điển: Hiệp sĩ Seraphim, với vòng cổ, 28 tháng 6 năm 1937[43]
- Hoàng thất Ottoman:
  - Huân chương Đặc biệt hạng kim cương, 26 tháng 3 năm 1896[44]
  - Huân chương Danh dự cao quý 1915
- Liên hiệp Anh:
  - Huân chương Kim cương Nữ hoàng Victoria, 1897
  - Thập tự lớn Danh dự của Huân chương Hoàng gia Victoria, 6 tháng 9 năm 1904[45]
  - Thập tự lớn Danh dự của Bath (dân sự), 7 tháng 3 năm 1905[46]
- Hoàng thất Württemberg: Thập tự lớn của Huân chương Quân công[cần dẫn nguồn]

### Chức danh quân sự danh dự

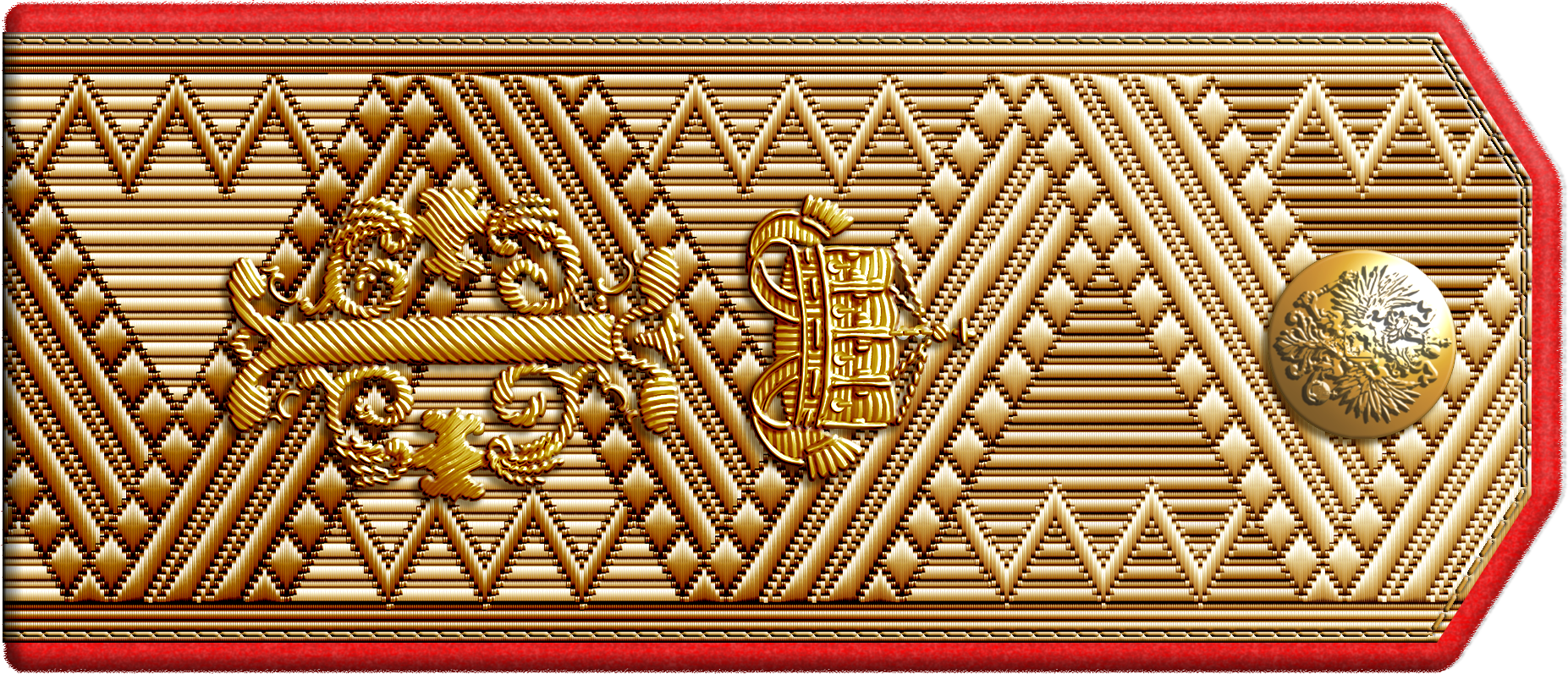
Tướng quân bộ binh, trung đoàn trưởng trung đoàn bộ binh Minsk 54, 1902-1912

- Đế quốc Nga: Đại tá Trung đoàn 54 Minsk, 1902[47]

## Tổ tiên
| \| \| \| \| \| \| \| \| \| \| \| 8. Franz xứ Sachsen-Coburg-Saalfeld \| \| \| \| \| \| \| \| \| \| \| \| \| \| \| \| \| \| \| \| \| \| \| \| \| \| \| \| \| \| \| \| \| \| \| \| \| \| \| \| \| \| \| \| \| \| \| \| \| \| \| 4. Thân vương Ferdinand xứ Sachsen-Coburg và Gotha \| \| \| \| \| \| \| \| \| \| \| \| \| \| \| \| \| \| \| \| \| \| \| \| \| \| \| \| \| \| \| \| \| \| \| \| \| \| \| \| \| \| \| \| \| \| \| \| \| \| \| \| \| \| \| \| \| \| \| \| 9. Nữ bá tước Augusta Reuss xứ Ebersdorf \| \| \| \| \| \| \| \| \| \| \| \| \| \| \| \| \| \| \| \| \| \| \| \| \| \| \| \| \| \| \| \| \| \| \| \| \| \| \| \| \| \| \| \| \| \| \| \| \| \| \| \| \| \| \| \| \| \| \| \| 2. August xứ Sachsen-Coburg và Gotha \| \| \| \| \| \| \| \| \| \| \| \| \| \| \| \| \| \| \| \| \| \| \| \| \| \| \| \| \| \| \| \| \| \| \| \| \| \| \| \| \| \| \| \| \| \| \| \| \| \| \| \| \| \| \| \| \| \| \| \| 10. Ferenc József, Thân vương Koháry xứ Csábrág và Szitnya \| \| \| \| \| \| \| \| \| \| \| \| \| \| \| \| \| \| \| \| \| \| \| \| \| \| \| \| \| \| \| \| \| \| \| \| \| \| \| \| \| \| \| \| \| \| \| \| \| \| \| \| \| \| \| \| \| \| \| \| 5. Thân vương nữ Maria Antonia Koháry \| \| \| \| \| \| \| \| \| \| \| \| \| \| \| \| \| \| \| \| \| \| \| \| \| \| \| \| \| \| \| \| \| \| \| \| \| \| \| \| \| \| \| \| \| \| \| \| \| \| \| \| \| \| \| \| \| \| \| \| 11. Nữ bá tước Maria Antonia xứ Waldstein \| \| \| \| \| \| \| \| \| \| \| \| \| \| \| \| \| \| \| \| \| \| \| \| \| \| \| \| \| \| \| \| \| \| \| \| \| \| \| \| \| \| \| \| \| \| \| \| \| \| \| \| \| \| \| \| \| \| \| \| 1. 'Ferdinand I của Bulgaria' \| \| \| \| \| \| \| \| \| \| \| \| \| \| \| \| \| \| \| \| \| \| \| \| \| \| \| \| \| \| \| \| \| \| \| \| \| \| \| \| \| \| \| \| \| \| \| \| \| \| \| \| \| \| \| \| \| \| \| \| 12. Louis Philippe II xứ Orléans \| \| \| \| \| \| \| \| \| \| \| \| \| \| \| \| \| \| \| \| \| \| \| \| \| \| \| \| \| \| \| \| \| \| \| \| \| \| \| \| \| \| \| \| \| \| \| \| \| \| \| \| \| \| \| \| \| \| \| \| 6. Louis-Philippe I của Pháp \| \| \| \| \| \| \| \| \| \| \| \| \| \| \| \| \| \| \| \| \| \| \| \| \| \| \| \| \| \| \| \| \| \| \| \| \| \| \| \| \| \| \| \| \| \| \| \| \| \| \| \| \| \| \| \| \| \| \| \| 13. Louise Marie Adélaïde de Bourbon \| \| \| \| \| \| \| \| \| \| \| \| \| \| \| \| \| \| \| \| \| \| \| \| \| \| \| \| \| \| \| \| \| \| \| \| \| \| \| \| \| \| \| \| \| \| \| \| \| \| \| \| \| \| \| \| \| \| \| \| 3. Clémentine của Orléans \| \| \| \| \| \| \| \| \| \| \| \| \| \| \| \| \| \| \| \| \| \| \| \| \| \| \| \| \| \| \| \| \| \| \| \| \| \| \| \| \| \| \| \| \| \| \| \| \| \| \| \| \| \| \| \| \| \| \| \| 14. Ferdinando I của Hai Sicilie \| \| \| \| \| \| \| \| \| \| \| \| \| \| \| \| \| \| \| \| \| \| \| \| \| \| \| \| \| \| \| \| \| \| \| \| \| \| \| \| \| \| \| \| \| \| \| \| \| \| \| \| \| \| \| \| \| \| \| \| 7. Maria Amalia của Napoli và Sicilie \| \| \| \| \| \| \| \| \| \| \| \| \| \| \| \| \| \| \| \| \| \| \| \| \| \| \| \| \| \| \| \| \| \| \| \| \| \| \| \| \| \| \| \| \| \| \| \| \| \| \| \| \| \| \| \| \| \| \| \| 15. Maria Karolina của Áo \| \| \| \| \| \| \| \| \| \| \| \| \| \| \| \| \| \| \| \| \| \| \| \| \| \| \| \| \| \| \| \| \| \| \| \| \| \| \| \| \| \| \| |                                                            |  |  |  |  |  |  |  |  |                                     |  |  |  |
| |                                                            |  |  |  |  |  |  |  |  | 8. Franz xứ Sachsen-Coburg-Saalfeld |  |  |  |
| |                                                            |  |  |  |  |  |  |  |  |                                     |  |  |  |
| |                                                            |  |  |  |  |  |  |  |  |                                     |  |  |  |
| |                                                            |  |  |  |  |  |  |  |  |                                     |  |  |  |
| | 4. Thân vương Ferdinand xứ Sachsen-Coburg và Gotha         |  |  |  |  |  |  |  |  |                                     |  |  |  |
| |                                                            |  |  |  |  |  |  |  |  |                                     |  |  |  |
| |                                                            |  |  |  |  |  |  |  |  |                                     |  |  |  |
| |                                                            |  |  |  |  |  |  |  |  |                                     |  |  |  |
| | 9. Nữ bá tước Augusta Reuss xứ Ebersdorf                   |  |  |  |  |  |  |  |  |                                     |  |  |  |
| |                                                            |  |  |  |  |  |  |  |  |                                     |  |  |  |
| |                                                            |  |  |  |  |  |  |  |  |                                     |  |  |  |
| |                                                            |  |  |  |  |  |  |  |  |                                     |  |  |  |
| | 2. August xứ Sachsen-Coburg và Gotha                       |  |  |  |  |  |  |  |  |                                     |  |  |  |
| |                                                            |  |  |  |  |  |  |  |  |                                     |  |  |  |
| |                                                            |  |  |  |  |  |  |  |  |                                     |  |  |  |
| |                                                            |  |  |  |  |  |  |  |  |                                     |  |  |  |
| | 10. Ferenc József, Thân vương Koháry xứ Csábrág và Szitnya |  |  |  |  |  |  |  |  |                                     |  |  |  |
| |                                                            |  |  |  |  |  |  |  |  |                                     |  |  |  |
| |                                                            |  |  |  |  |  |  |  |  |                                     |  |  |  |
| |                                                            |  |  |  |  |  |  |  |  |                                     |  |  |  |
| | 5. Thân vương nữ Maria Antonia Koháry                      |  |  |  |  |  |  |  |  |                                     |  |  |  |
| |                                                            |  |  |  |  |  |  |  |  |                                     |  |  |  |
| |                                                            |  |  |  |  |  |  |  |  |                                     |  |  |  |
| |                                                            |  |  |  |  |  |  |  |  |                                     |  |  |  |
| | 11. Nữ bá tước Maria Antonia xứ Waldstein                  |  |  |  |  |  |  |  |  |                                     |  |  |  |
| |                                                            |  |  |  |  |  |  |  |  |                                     |  |  |  |
| |                                                            |  |  |  |  |  |  |  |  |                                     |  |  |  |
| |                                                            |  |  |  |  |  |  |  |  |                                     |  |  |  |
| | 1. 'Ferdinand I của Bulgaria'                              |  |  |  |  |  |  |  |  |                                     |  |  |  |
| |                                                            |  |  |  |  |  |  |  |  |                                     |  |  |  |
| |                                                            |  |  |  |  |  |  |  |  |                                     |  |  |  |
| |                                                            |  |  |  |  |  |  |  |  |                                     |  |  |  |
| | 12. Louis Philippe II xứ Orléans                           |  |  |  |  |  |  |  |  |                                     |  |  |  |
| |                                                            |  |  |  |  |  |  |  |  |                                     |  |  |  |
| |                                                            |  |  |  |  |  |  |  |  |                                     |  |  |  |
| |                                                            |  |  |  |  |  |  |  |  |                                     |  |  |  |
| | 6. Louis-Philippe I của Pháp                               |  |  |  |  |  |  |  |  |                                     |  |  |  |
| |                                                            |  |  |  |  |  |  |  |  |                                     |  |  |  |
| |                                                            |  |  |  |  |  |  |  |  |                                     |  |  |  |
| |                                                            |  |  |  |  |  |  |  |  |                                     |  |  |  |
| | 13. Louise Marie Adélaïde de Bourbon                       |  |  |  |  |  |  |  |  |                                     |  |  |  |
| |                                                            |  |  |  |  |  |  |  |  |                                     |  |  |  |
| |                                                            |  |  |  |  |  |  |  |  |                                     |  |  |  |
| |                                                            |  |  |  |  |  |  |  |  |                                     |  |  |  |
| | 3. Clémentine của Orléans                                  |  |  |  |  |  |  |  |  |                                     |  |  |  |
| |                                                            |  |  |  |  |  |  |  |  |                                     |  |  |  |
| |                                                            |  |  |  |  |  |  |  |  |                                     |  |  |  |
| |                                                            |  |  |  |  |  |  |  |  |                                     |  |  |  |
| | 14. Ferdinando I của Hai Sicilie                           |  |  |  |  |  |  |  |  |                                     |  |  |  |
| |                                                            |  |  |  |  |  |  |  |  |                                     |  |  |  |
| |                                                            |  |  |  |  |  |  |  |  |                                     |  |  |  |
| |                                                            |  |  |  |  |  |  |  |  |                                     |  |  |  |
| | 7. Maria Amalia của Napoli và Sicilie                      |  |  |  |  |  |  |  |  |                                     |  |  |  |
| |                                                            |  |  |  |  |  |  |  |  |                                     |  |  |  |
| |                                                            |  |  |  |  |  |  |  |  |                                     |  |  |  |
| |                                                            |  |  |  |  |  |  |  |  |                                     |  |  |  |
| | 15. Maria Karolina của Áo                                  |  |  |  |  |  |  |  |  |                                     |  |  |  |
| |                                                            |  |  |  |  |  |  |  |  |                                     |  |  |  |
| |                                                            |  |  |  |  |  |  |  |  |                                     |  |  |  |